# Arroja la bomba
«Arroja la bomba» fue una de las canciones anarquistas más populares en el bando republicano durante la guerra civil española (1936-1939).
Se cree que fue compuesta en los calabozos de Delegación Superior de Policía de Barcelona, en 1932, por un anarquista aragonés llamado Aznar, como respuesta a los brutales interrogatorios y torturas a los que fue sometido. Al ser la versión original de la canción una muy agresiva para los anarquistas no-violentos, una versión más moderada fue creada, a veces titulada «Luchemos obreros». También hay una versión Italiana llamada «Mano alla bomba» («Mano a la bomba»). 

## Letra

### Versión Original
Arroja la bomba,
que escupa metralla.
Coloca petardo
empuña la «Star».
Propaga tu idea revolucionaria
hasta que consigas
amplia libertad.
¡Acudid los anarquistas
empuñando la pistola
hasta el morir,
con petróleo y dinamita,
toda clase de gobierno
a combatir y destruir.
Es hora que caiga
tanta dictadura
vergüenza de España
por su proceder.
No más militares,
beatas ni curas.
Abajo la Iglesia
que caiga el Poder.
¡Acudid los anarquistas…!

También,hay otras versiones que incluyen el siguiente estribillo:

Acudid los anarquistas
empuñando la pistola y el fusil.
Con bombas y dinamita
al gobierno y al facismo
combatir y destruir.

### Versión moderada (Luchemos Obreros)
Defiendete, pueblo
contra tus tiranos
hasta que consigas
un mundo de hermanos.
Defiende tu idea
de la tiranía,
que tu vida sea
en plena anarquía.
¡Luchemos hombres conscientes,
defendiendo nuestra vida y dignidad;
despejemos nuestras mentes,
implantemos nuestra ansiada sociedad!
La anarquía es orden
y amor a la ciencia,
el funesto Estado
es la violencia.
Rompe tus cadenas,
no las sufras más
si sabes romperlas
tendrás libertad.
¡A vivir como hombres libres;
anarquistas; imponed vuestra moral,
superior a la burguesa,
destruyamos para siempre al capital!
Luchemos obreros
por el anarquismo,
ideal hermoso
lleno de altruismo.
Redímete pueblo
de la autoridad,
que mata y oprime
con impunidad.
No ya más explotadores,
resplandezca ya en la tierra la igualdad,
a luchar los productores
por un mundo de justicia y de equidad.
Desnudos nacimos
hombre y mujeres
igual en derechos
igual en deberes.
Iguales nos hizo
la naturaleza,
iguales seremos
en la madre tierra.
Ya no más pobres ni ricos,
suprimamos de una vez la esclavitud.
Es misión del anarquismo
si lo sabe defender la multitud.

- Datos: Q8204952